# Ulota lativentrosa
Ulota lativentrosa är en bladmossart som beskrevs av C. Müller och Nicolajs Malta 1927. Ulota lativentrosa ingår i släktet ulotor, och familjen Orthotrichaceae. Inga underarter finns listade i Catalogue of Life.